# Sint Bernardusscholen Deventer
De RK St. Bernardusscholen Deventer waren verschillende katholieke scholen voor basisonderwijs, vmbo en mavo die vielen onder de Stichting Het Bestuur der Sint Bernardusscholen te Deventer.

## Geschiedenis
Bernardus van den Berg (1823-1895), pastoor van de parochie van Sint Lebuïnus in Deventer, stichtte in 1855 de Stichting Het Bestuur der Sint Bernardusscholen, genoemd naar de heilige Bernardus (1090-1153), een Franse abt en promotor van de hervormende kloosterorde van de cisterciënzers.

## Fusie
In 1996 gingen de RK St. Bernardusscholen voor voortgezet onderwijs (vmbo en mavo) op in het Geert Groote College (Deventer) (GGC). De basisscholen bleven onder de stichting vallen. Het GGC ging in 2000 op in het Etty Hillesum Lyceum (EHL).

## Bestuur
De Stichting Het Bestuur der Sint Bernardusscholen te Deventer (stichtingsjaar 1885 te Deventer) 
Noordenbergsingel 11

## Scholen

### Locatie Spijkerpad
Va 1916 (m)ulo jongens ingang smedenstraat en meisjes broederenstraat
RK Ulo voor jongens betrok in 1951 naar een nieuw pand aan het Spijkerpad 1. Vanaf 1968 werd dit de (gemengde) Mavo Spijkerpad.

### Locatie Van Hetenstraat
Va 1916 (m)ulo jongens ingang smedenstraat en meisjes broederenstraat
RK Ulo voor meisjes betrok in 1956 een nieuw pand aan de Van Hetenstraat 57. Vanaf 1968 werd dit de(gemengde)  Mavo Van Hetenstraat. 

### RK Nijverheidscholen
In 1981 fuseerden de St. Bernardusscholen voor Lager beroepsonderwijs in Deventer, de RK Nijverheidschool voor Meisjes en de RK LTS tot de RK St. Bernardus Nijverheidscholen. Directeur werd J.J. Steverink.

#### RK LTS
r.k. l.t.s. st.bernardusschool. st.jurrienstraat te deventer
In 1957 startte Stichting Het Bestuur der Sint Bernardusscholen te Deventer een RK LTS in het pand van de voormalige Sigarenfabriek van Horst en Maas aan de St. Jurriënstraat. Directeur was J.F. Tacke
Met ingang van het schooljaar 1967/’68 verhuisde de school naar een nieuw pand aan de Willem de Zwijgerlaan. Het was ontworpen door Deventer architecten J.J.P. (Jac.) Haket (1893-1989) en G. Heijnen en bleef tot februari 2005 in gebruik door de LTS. In 2006 werd het gebouw gesloopt en werden op die locatie scholen voor speciaal onderwijs, een sportschool en een gezinsvervangend tehuis gebouwd. 

#### RK Nijverheidschool voor Meisjes
3-8-1857 eerste school, burgerbewaar en naaischool nwstraat. In 1896 n broederenstr.
en naamswijziging rk Nijverheidscholen te Deventer, 1958-1966

### Speciaal onderwijs
In 1974 startte de St. Bernardscholen in een nieuw pand aan de Arkelstein met een school voor sbo, met een vbo afdeling voor 12 tot 18-jarigen.
Toen in 1998 wet op voortgezet onderwijs van kracht werd was het niet langer mogelijk om sbo en vso  op één school aan te bieden. Daarom fuseerde Arkelstein in 2001 met De Wetering, een openbare sbo school met een vso-mlk afdeling en een afdeling voor praktijkonderwijs. Het primair speciaal onderwijs ging op in een nieuwe fusieschool die De Toermalijn ging heten en in een pand aan de Rubensstraat gevestigd werd. Het vso werd opgenomen in het EHL dat vso zou integreren in het voortgezet onderwijs.